# 欧根·拜尔
欧根·拜尔（德语：Eugen Beyer，1882年2月18日—1940年7月25日）是一位奥地利军人，1930年代晋升为副元帅，二战初期，他在德意志國防軍陆军中的军衔为步兵上將，曾参与波兰战役和法国战役。
歐根·拜爾於1902年8月18日加入奧匈帝國軍隊，並成為第31步兵團的學員。1910年，他完成了軍官訓練並調任總參謀部。第一次世界大戰期間，他擔任第17步兵師的總參謀長。1935年至1938年间，拜尔担任奧地利聯邦軍陆军第6师（驻地为因斯布鲁克）师长。德奧合併后，他转入德国国防军，担任第18军军长，同时兼任第18军区司令，他一直在这个军职上服役至去世。1940年罹患癌症在奥地利萨尔茨堡去世，在他去世前拜尔是奥地利军队中转入德军的最高阶军官。